# Abdāl
Abdāl (arabisch أبدال, Plural von بدل, DMG badal ‚Substitut, Ersatz‘) ist ein Begriff, der im Islam, genauer im Sufismus („mystischer“ Islam) vorkommt und für einen Gott nahestehenden Mann oder für eine Klasse von heiligen Männern verwendet wird.

## Eigenschaften
Es gibt verschiedene Auffassungen darüber, welche Eigenschaften ein Abdal hat oder haben sollte. Vielfach wurden besonderen religiösen bzw. gläubigen Personen als Ehrung und Anerkennung der Titel Abdal im Nachhinein an deren Vornamen angehängt oder vorangestellt.
Die Vorstellung von den Abdāl lässt sich bis in die Frühzeit des Islam zurückverfolgen. In einem Bericht, den der transoxanische Traditionsgelehrte al-Ḫuttalī (gest. 896) anführt, heißt es, dass es insgesamt sechzig Abdāl gebe, durch die Gott die Sache der Welt lenke, und durch die die Menschen Regen erbitten und Hilfe gegen den Feind erhalten könnten. Immer wenn einer von ihnen sterbe, setze Gott an seine Stelle einen anderen Mann. Wenn Er die Welt vernichten wolle, lasse er sie allesamt sterben.
Darum sollen die Abdal im Geheimen und im Namen Gottes bzw. durch Allahs Wille und Erlaubnis die Geschehnisse der Welt lenken und nur selten für die „normalen“ Menschen sichtbar werden. Sie heißen deshalb „Substitut“, also Ersatz, weil Gott ihre Anzahl stets konstant halten und immer, wenn einer von ihnen stirbt, ihn durch einen anderen Mann ersetzen soll.
Die Abdāl stehen auf verschiedene Weise zu Chidr in Beziehung. So hat ihr Auftreten große Ähnlichkeit mit den Erscheinungen Chidrs. Verbreitet ist die Auffassung, dass Chidr insgesamt das Oberhaupt (raʾīs) der Abdāl ist. Manchmal tritt ihm in dieser Rolle auch der Prophet Elias zur Seite. Der persische Sufi Rūzbihān Baqlī (gest. 1209) sah in einer Vision beide Gestalten zusammen mit den Abdāl an einem Paradiesfluss, in dem diese ihre Kleider wuschen.
Nach einer anderen Vorstellung werden die Abdāl von einem „Pol“ (quṭb) regiert. Über das Verhältnis zwischen diesem und den beiden Figuren Chidr und Elias gibt es in der Sufik sehr unterschiedliche Auffassungen.
In Anatolien und auf dem Balkan wurde der Begriff Abdāl später zum Ehrentitel für wandernde Derwische. Sie sind überwiegend Aleviten. Abdal bedeutet ferner „Bettler“. Es wird auch als Bezeichnung für die Davul-und-Zurna-Musiker verwendet, bei denen es sich häufig um Roma handelt.

## Alevitische Tradition
In der alevitischen Tradition werden nahezu ausschließlich Derwische damit bezeichnet. Da alevitische Heilige kein Interesse an der äußerlichen Aufmachung pflegen, gibt es auch keine einheitliche Kleidervorschrift oder Kennzeichen. Die Abdal-Tradition ist konstant über die alevitische Geschichte zurückzuverfolgen, daher nimmt sie ihren Ursprung aus der turkmenisch-alevitischen Kultur.
Einige bekannte Abdal waren:
- Pir Sultan Abdal im 16. Jahrhundert
- Hubyar Abdal im 16. Jahrhundert
- Kazak Abdal im 15. Jahrhundert
- Kaygusuz Abdal im 14./15. Jahrhundert
- Abdal Musa im 12. Jahrhundert
- Hidir Abdal